# ماریسول ریبیرو
ماریسول ریبیرو (انگلیسی: Marisol Ribeiro؛ زادهٔ ۱۹ ژوئیهٔ ۱۹۸۴) یک هنرپیشه اهل برزیل است. وی که اهل سائوپائولو است در سال ۱۹۸۴ میلادی به دنیا آمد.